# マギー・フー
マギー・フー（傅珮嘉、Maggie Fu、1979年1月14日 - ）は、中国北京出身で、香港の作詞家、作曲家。BMAエンターテインメント所属。以前は高雪嵐の芸名で歌手活動をしていたことがある。

## 音楽作品

### アルバム
- 1999年：『高雪嵐』
- 2001年：
  - 『Maggie 傅珮嘉』台湾版
  - 『唱作女生』香港第一版
  - 『唱作女生』香港第二版
  - 『唱作女生Maggie EP』
  - 『少女革命Revolution』
- 2003年：『Maggie傅珮嘉』
- 2004年：『一夜成名』
- 2014年：『愛．這件事情』

### その他の歌曲
- 2012年：To-get-her
- 2016年：(我們的)鬼故事
- 2017年：每一天
- 2017年：Stay With Me（台灣網絡偶像劇『紅色氣球』插曲）
- 2017年：Better This Way（feat. MC HAN）
- 2018年：勝戰（高愷蔚のカバー曲）
- 2018年：絕望元年
- 2018年：我恨你我愛你（『絕望元年』北京語版）
- 2019年：靜音模式

## 著作物
- 2002年：『好想学壞』（茜利妹と共著）
- 2006年：『完全自拍手冊』
- 2008年：
  - 『一個人的情人節』
  - 『白色情人節』

## 楽曲提供

### 1999年
- 星語心願 - セシリア・チャン（作詞）

### 2000年
- 愚昧 - セシリア・チャン（作詞、作曲）
- 咫距一寸 - マギー・フー／セシリア・チャン（作詞）
- 幾分之幾 - セシリア・チャン（作詞）
- 難懂 - ボンディ・チウ（作詞）

### 2001年
- 最新形象 - セシリア・チャン（作詞）
- 神奇戲法 - セシリア・チャン（作詞）
- 不夠 - エンメ・ウォン（作詞、作曲）
- 外星BB - エンメ・ウォン（作詞）
- 末了 - エンメ・ウォン（作詞）
- 深呼吸 - レイン・リー（作詞）
- 千色幻想 - 何美玲（作詞）
- 幸福?身旁! - ハッケン・リー（中国語版）（作詞）
- 是時候去愛（北京語） - 丁菲飛（中国語版）／ハッケン・リー（作詞）
- 星期天的收穫 - ウク・パン（作詞）
- 意猶未盡（北京語） - ウィリアム・ソー／レイン・リー（作詞）
- 不願分離（北京語） - ニッキー・ウー（作詞）
- 前世今生 - 北極（鄧建明&劉賢德）（作詞）
- 過期情雪 - 戴辛尉（中国語版）（作詞）
- 泡澡 - マギー・フー（作詞、作曲）
- 也許我喜歡你 - マギー・フー（作詞、作曲）
- 做朋友也有界限 - マギー・フー（作詞、作曲）
- December Rain - マギー・フー（作詞、作曲）
- 咬指甲 - マギー・フー（作詞、作曲）
- 聽小王子說話 - マギー・フー（作詞、作曲）
- 給我幸福好不好 - マギー・フー（作詞、作曲）
- 不如聽歌 - マギー・フー（作詞、作曲）
- 我們都太好脾氣 - マギー・フー（作詞、作曲）
- 幹掉你的胃 - マギー・フー（作詞、作曲）
- 霹靂酷樂貓 - マギー・フー（作詞）
- 大風吹 - マギー・フー（作詞、作曲）
- December Rain（ピアノ版） - マギー・フー（作詞、作曲）
- 小人魚 - マギー・フー（作詞、作曲）
- 私奔 - マギー・フー（作詞、作曲）
- 少女革命 - マギー・フー（作詞）
- 我太好人 - マギー・フー（作詞）
- 上帝別愛我 - マギー・フー（作詞）
- 害怕 - マギー・フー（作詞）
- 女子公寓 - マギー・フー（作曲）

### 2002年
- 愛上足球小將 - マギー・フー（作詞、作曲）
- Goodnight - マギー・フー／チェット・ラム（中国語版）（作曲）
- 獨樂樂 - デニス・ホー（作詞）
- 耳邊風 - 陳小春（作詞）
- 上帝愛我 - ニコラ・チョン（作詞）
- Rainy Days - アテナ・チュー（作詞）
- 痛．疼 - マンゴー・ウォン（作詞）

### 2003年
- 愚弄我嗎 - イェニス・チョン（作詞）
- 轉 - マギー・フー（作曲）
- 靚湯 - マギー・フー（作詞、作曲）
- 垃圾筒 - マギー・フー（作曲）
- 愛是甚麼符號 - マギー・フー（作曲）
- 如果這算拍拖 - マギー・フー（作詞、作曲）
- 踩鋼線 - マギー・フー（作詞）
- 反思 - マギー・フー（作詞、作曲）
- 上一課 - マギー・フー（作詞、作曲）

### 2004年
- 無痛失戀 - ジェイド・クァン（作詞）
- 情陷百老匯 - Boy'z（作詞）
- 前戲 - マギー・フー（作詞、作曲）
- 拖肥先生 - マギー・フー（作詞、作曲）
- 一夜成名 - マギー・フー（作詞、作曲）
- 歌后 - マギー・フー（作詞、作曲）
- 魔女之吻 - マギー・フー（作詞）
- 借借 - マギー・フー（作詞）
- 黑貓 - マギー・フー（作詞、作曲）
- 大將之風 - マギー・フー（作詞）
- 螞蟻 - マギー・フー（作詞、作曲）
- 白麵包 - マギー・フー（作詞）
- 魔女之吻（Piano Version） - マギー・フー（作詞）

### 2005年
- 魘 - マギー・フー（作詞、作曲）

### 2006年
- 月光之吻 - ニキ・チョウ（作詞、作曲）
- 鉛筆字 - ジェイド・クァン（作詞）
- 水 - フィオナ・シット（作詞）

### 2007年
- 亂世兒女 - マギー・フー／ユージン・イップ（中国語版）（作詞、作曲）

### 2008年
- 愛敵人 - マギー・フー／テレサ・フー（作詞、作曲）

### 2012年
- To-get-her - マギー・フー（作詞、作曲）
- 斯皮克斯 - キャンディ・ロー（作詞）

### 2015年
- 我不夠愛你 - 温昇豪（作詞、作曲）

### 2017年
- 每一天 - マギー・フー（作詞）
- Better This Way - マギー・フー（作詞）
- Stay With Me - マギー・フー（作詞）

### 2018年
- 我恨你我愛你 - マギー・フー（作詞）
- 怎樣去愛 - 邵雨薇（作詞）

### 2019年
- 靜音模式 - マギー・フー（作詞）